# Konstnärshuset

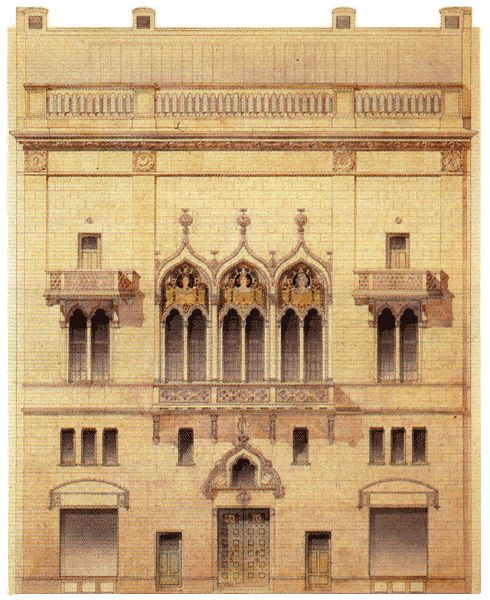
Fasadritning av Ludvig Peterson

Konstnärshuset är en kulturhistoriskt värdefull fastighet i kvarteret Skravelberget mindre vid Smålandsgatan 7 i centrala Stockholm. Fastigheten samägs av Svenska konstnärernas förening (SKF) och Konstnärsklubben. SKF äger fem sjundedelar och Konstnärsklubben äger två sjundedelar. Svenska Konstnärernas Förening bedriver utställningsverksamhet, medlemsverksamhet och uthyrning av de flesta lokalerna i huset. Byggnaden uppfördes efter en tävling 1897–1898 efter ritningar av arkitekt Ludvig Peterson och invigdes den 7 januari 1899.

## Arkitektur och utsmyckning
Fasaden mot gatan är klädd med portlandskalksten och har rikt arkitektoniskt utformade detaljer: muröppningar, krönande balustrad, balkongräcken och trepassfönster med mosaikutsmyckning. Arkitekturen är påverkad av spanskt och italienskt 1500-tal. I interiören är entré, trapphus samt klubblokaler och utställningshall med rikt utformad stuck- och snickeriinredning välbevarad från byggnadstiden. Restaurang Konstnärsbaren (KB), med matsal, bar och festvåning med väggmålningar är bevarade från ombyggnaden 1931, arkitekt Björn Hedvall. Byggnaden i sin helhet präglas av konstnärlig utsmyckning utförd av kända konstnärer och hantverkare. Gottfrid Kallstenius komponerade mosaikutsmyckningen på husets fasad som är tillverkad vid Vatikanens kalkstensfabrik i Rom. Mosaiken föreställer tre musor vilka representerar konstarterna måleri, arkitektur och skulptur. Entrédörren smyckas av fyra reliefer i brons skapade av skulptören Gustaf Theodor Wallén symboliserande fyra konstnärliga grenar: Arkitektur, Teckning, Måleri och Skulptur.

Gustaf Theodor Wallén´s reliefer på entrédörren
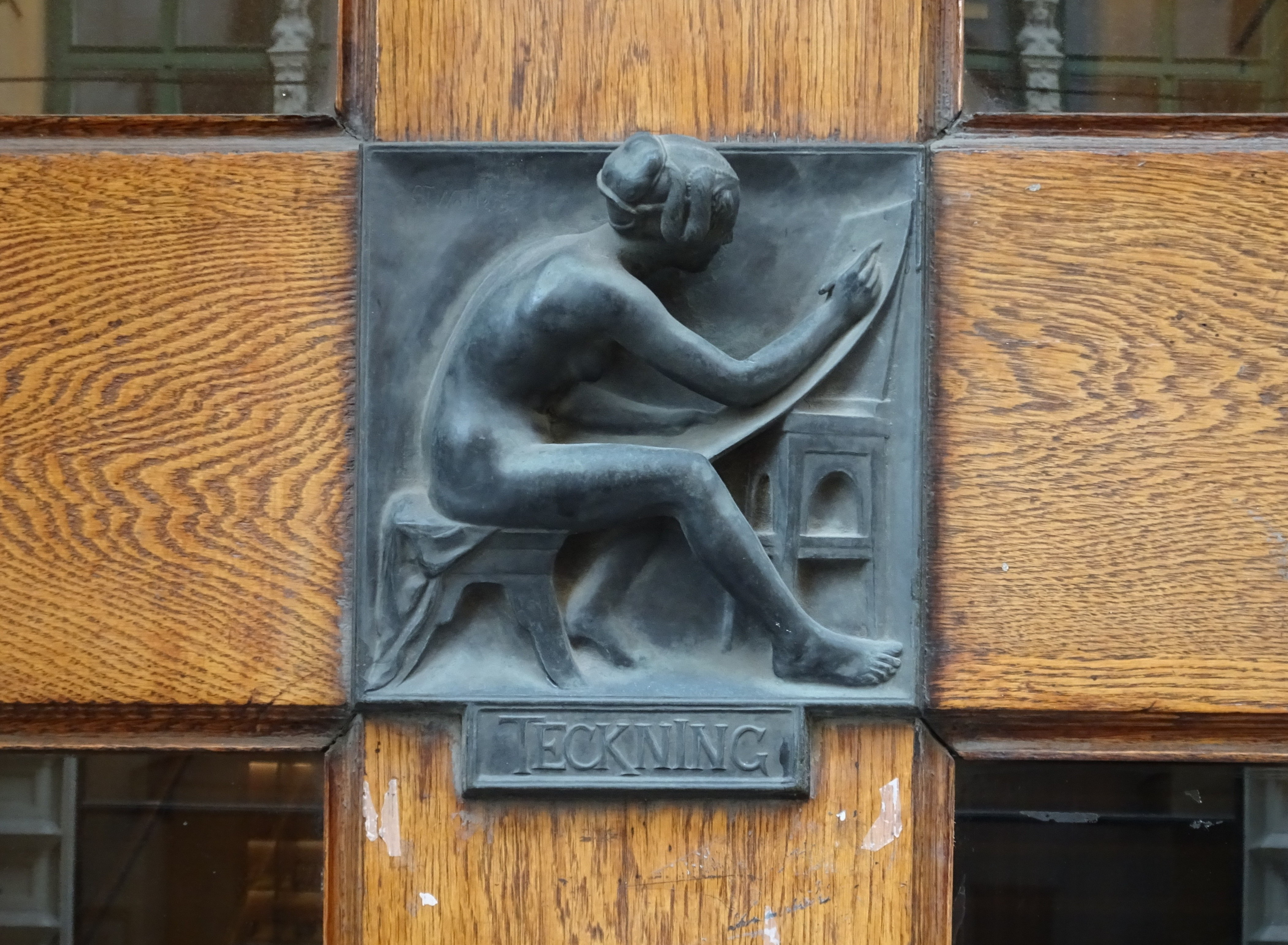
"Teckning".
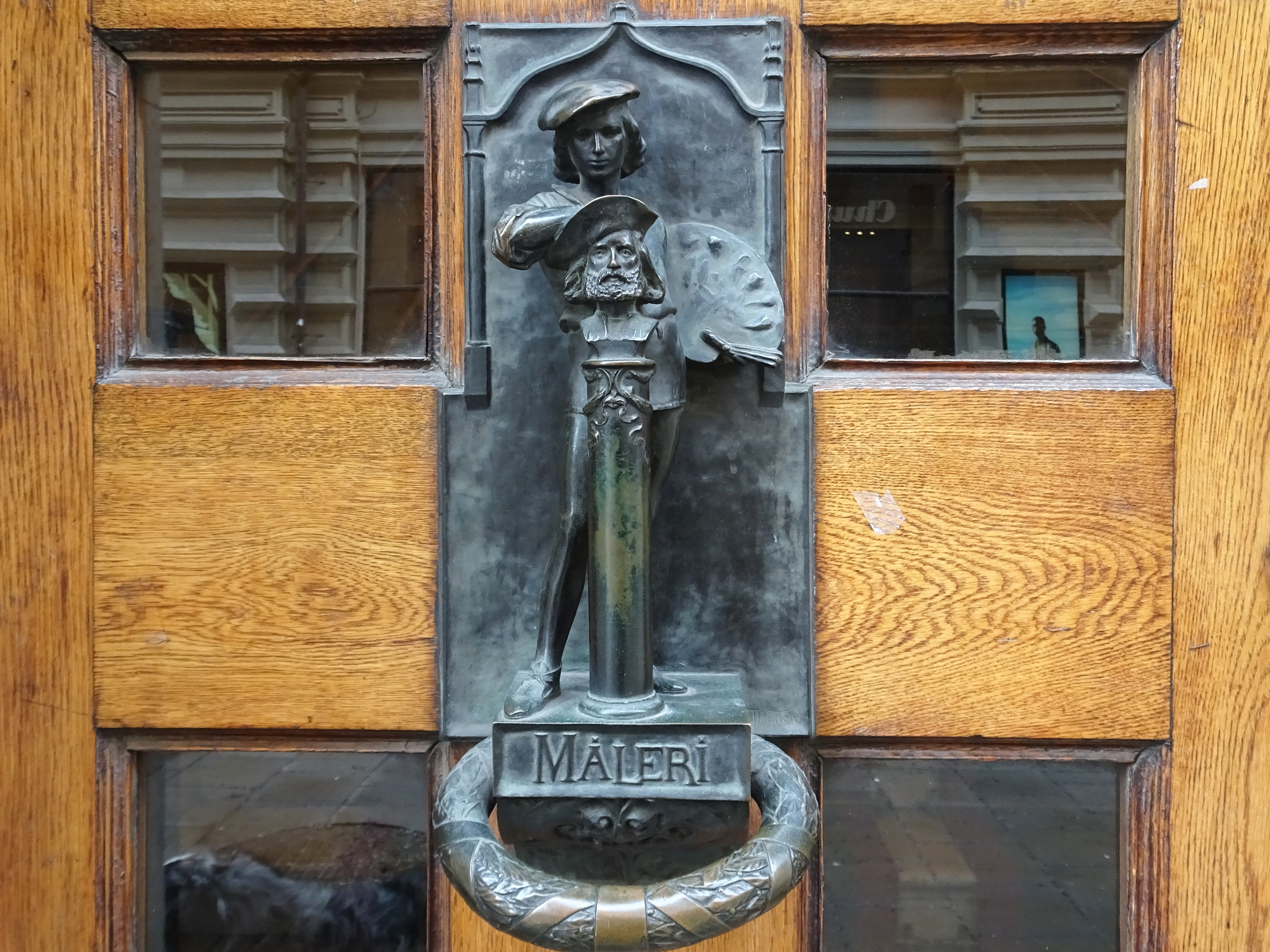
"Måleri".
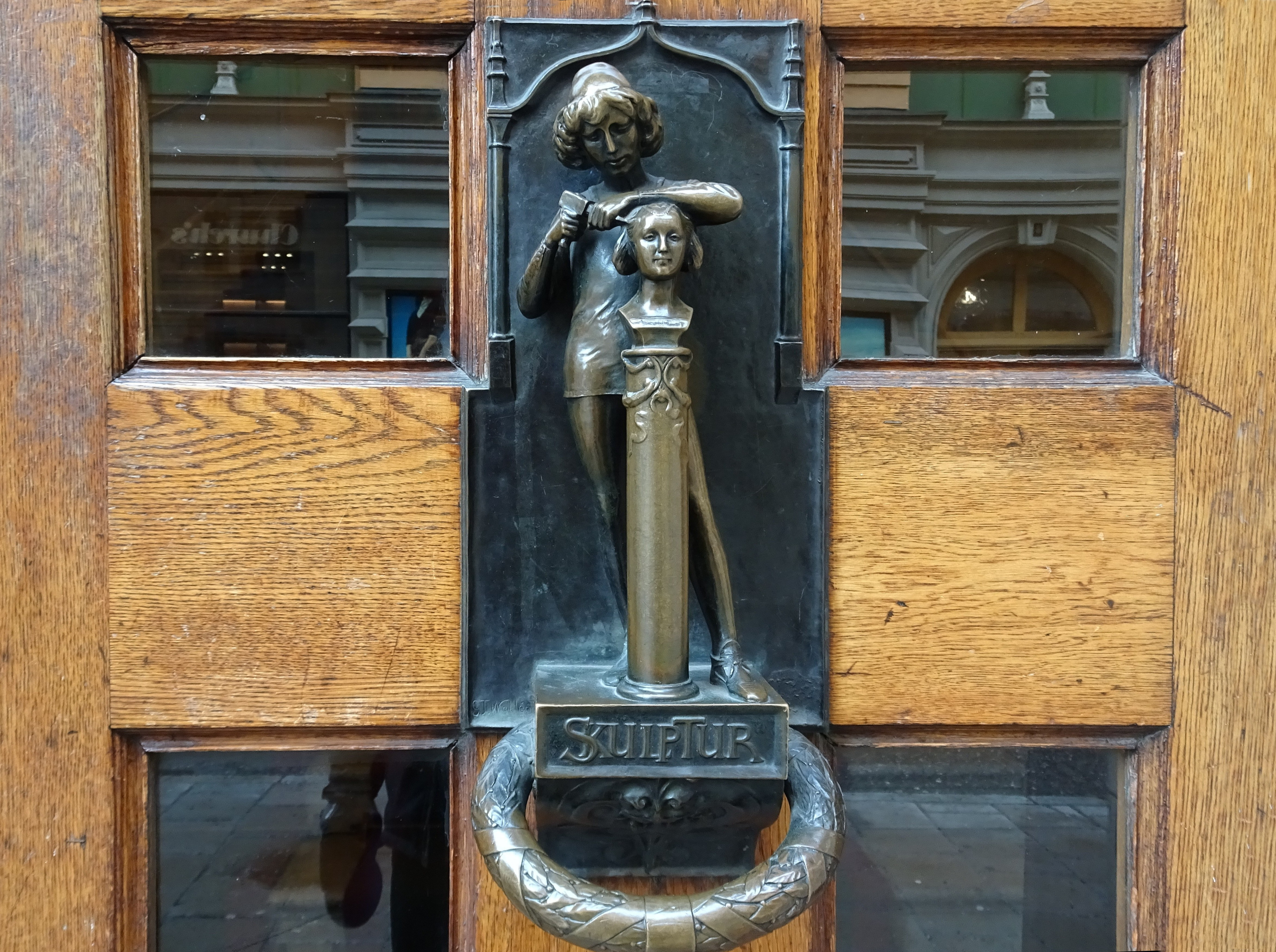
"Skulptur".
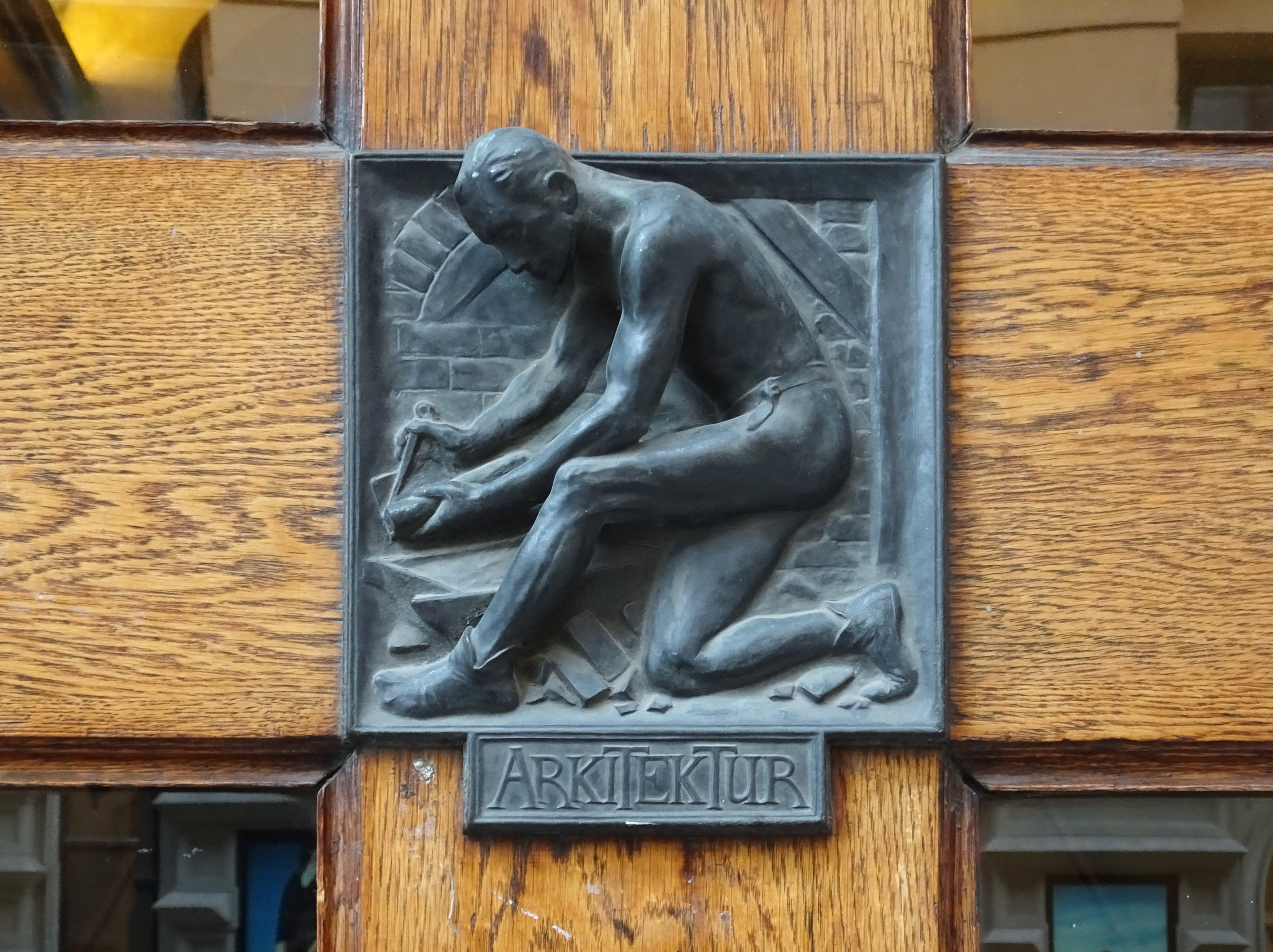
"Arkitektur".

## Förvaltning och nuvarande verksamhet
Svenska Konstnärernas Förening är en intresseförening för yrkesverksamma konstnärer och har ca 860 medlemmar och äger fem sjundedelar av Konstnärshuset. Konstnärsklubben är en social förening för manliga konstnärer, arkitekter och konsthistoriker och äger två sjundedelar av Konstnärshuset. 
Idag ligger Svenska Konstnärernas Förening (SKF) bakom den största delen av verksamheten i Konstnärshuset. Detta innefattar en regelbunden utställningsverksamhet i Stora och Lilla galleriet på plan två, respektive plan tre, samt förmedling av SKF:s medlemmars verk genom det fristående Showroom. SKF bedriver också uthyrningsverksamhet till olika företag och föreningar. Konstnärsklubben sammanträder regelbundet på våning ett. 
Från och med 1929 fram till 2014 har det funnits ett samägandeavtal mellan SKF och Konstnärsklubben som reglerar respektive förenings ansvar i förvaltningen av Konstnärshuset. Detta avtal är nu uppsagt men uppsägningstiden är på 20 år. SKF har genom ett förvaltningsavtal överlåtit den tekniska förvaltningen av Konstnärshuset till Konstnärshuset Förvaltning AB (KFAB).

## Bilder

Byggnad
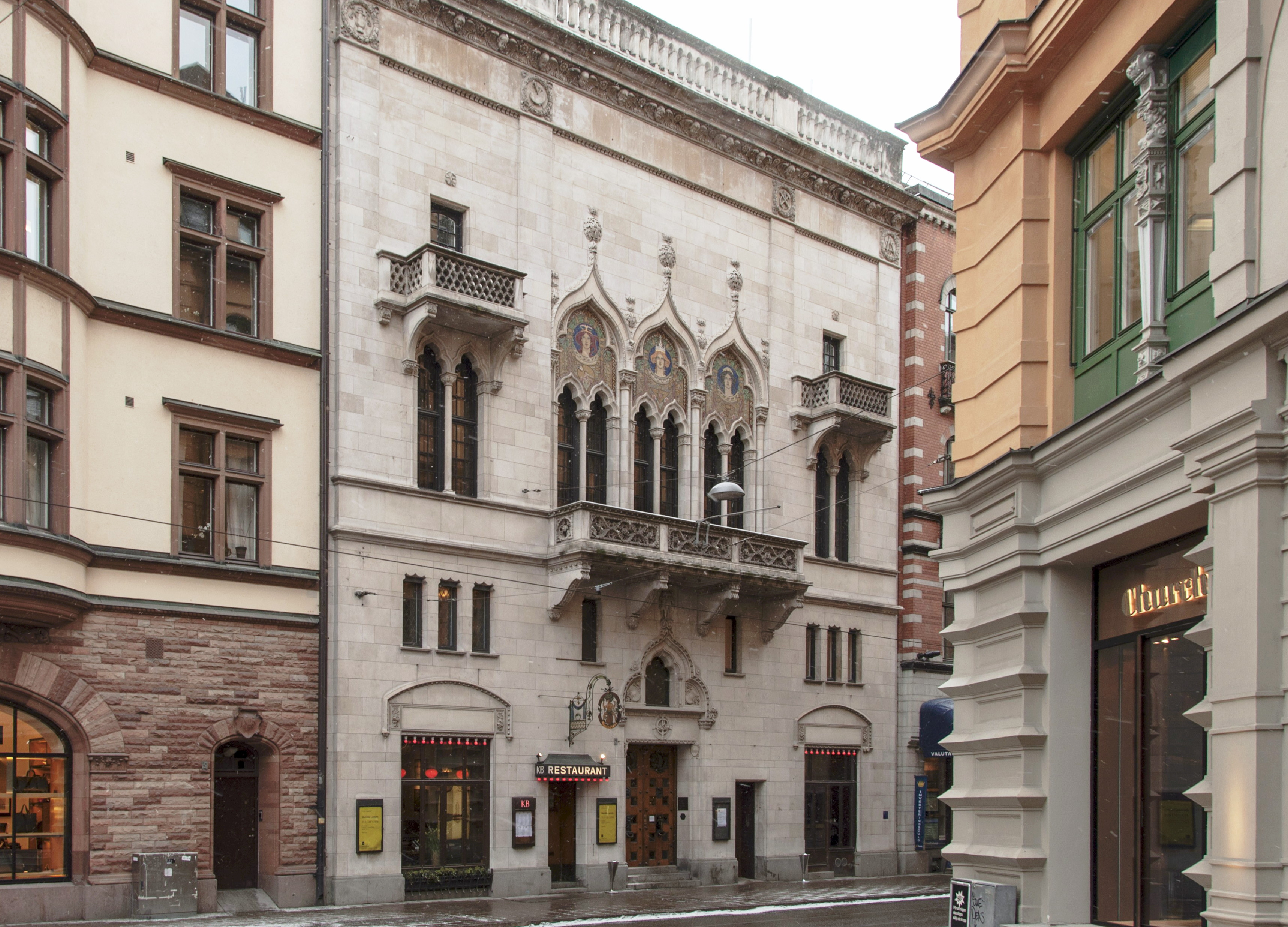
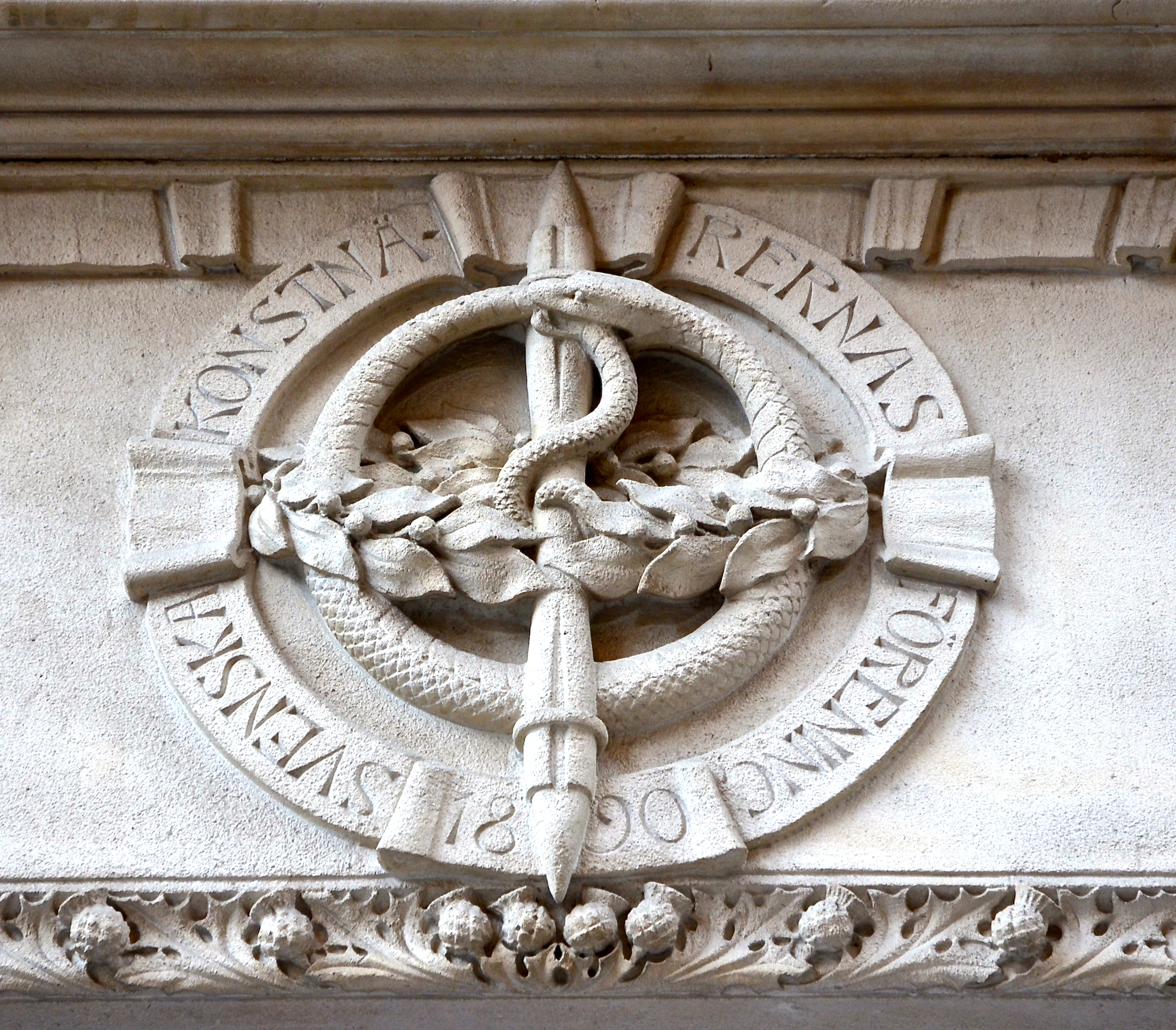
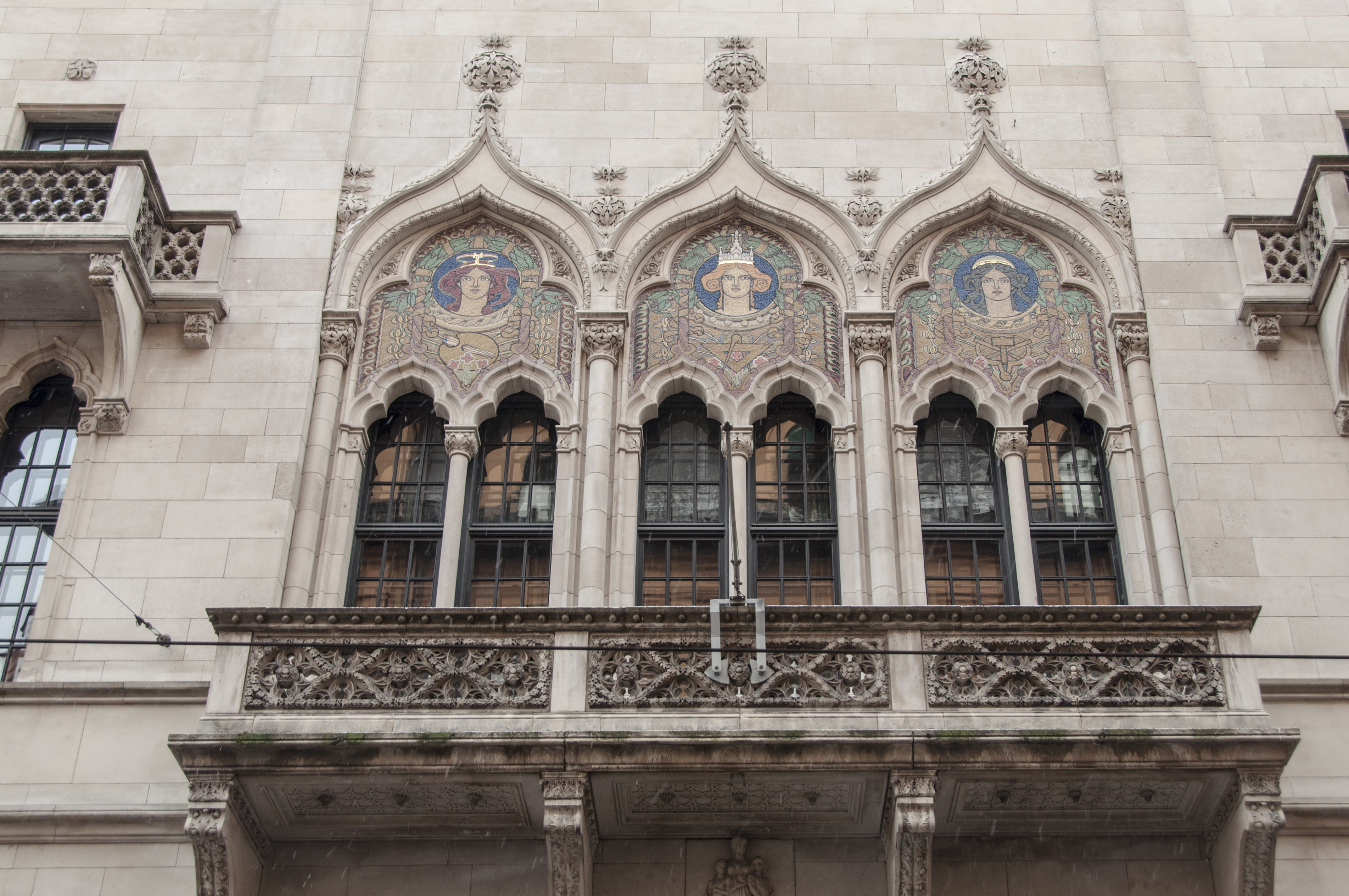
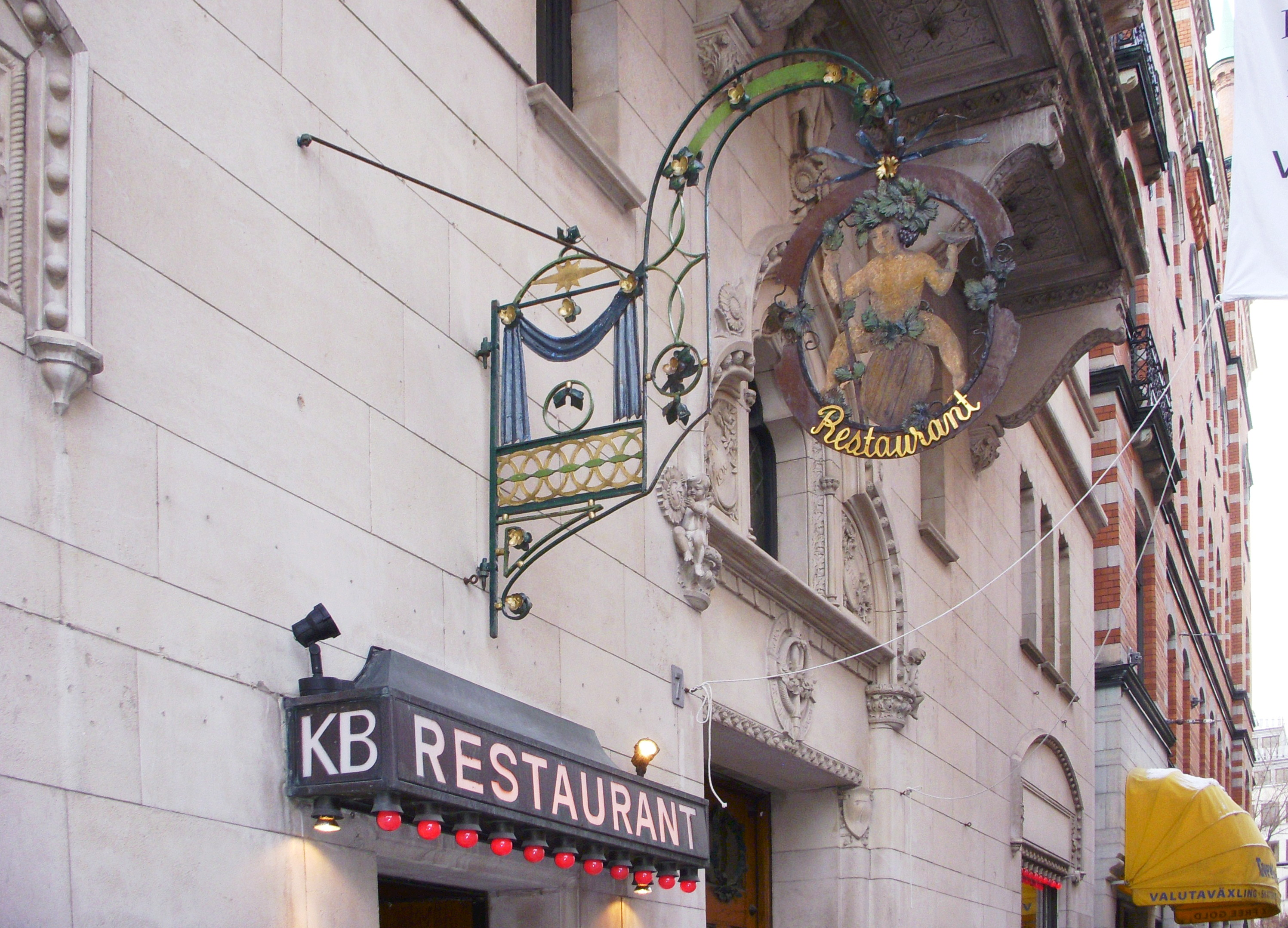